# Сімейний стан

Схема зміни сімейних станів

Цивільний (сімейний) стан — офіційна, державно стандартизована форма, що описує стосунки людини зі значущими іншими у категоріях шлюбу. Люди можуть бути неодруженими, одруженими, розлученими та овдовілими.
Статус одружених означає, що особа вступила в шлюб у спосіб, юридично визнаний її державою. Люди також є одруженими, якщо вони перебувають у цивільному шлюбі. Чи має пара, яка проживає разом (наприклад, у сімейному партнерстві), статус «одружених», залежить від обставин і юрисдикції. Окрім тих, хто ніколи не були одруженими, статус неодружених поширюється на людей, чиї стосунки не визнані юридично.
| Сімейний стан                                      | Чоловік               | Жінка               |
| -------------------------------------------------- | --------------------- | ------------------- |
| У шлюбі не перебуває                               | «неодружений»         | «незаміжня»         |
| У законному шлюбі                                  | «одружений» (чоловік) | «заміжня» (дружина) |
| Шлюб розірвано (розлучення)                        | «розлучений»          | «розлучена»         |
| Партнер(ка) у шлюбі (чоловік чи дружина) помер(ла) | «вдівець»             | «вдова»             |

Термін використовується у формах, записах актів цивільного стану та інших документах. Історично запити про сімейний стан з'являлися в заявках на працевлаштування, позики та кредити. Питання щодо громадянського стану з’являються в анкетах для кількісних досліджень, таких як переписні форми та інструменти дослідження ринку. В історії хвороби сімейний стан має як кількісне, так і якісне значення. Уряд реєструє цивільний стан громадян за допомогою системи реєстрації актів цивільного стану.